# Fred Espenak
Fred Espenak (Nueva York, Estados Unidos, 1 de agosto de 1953–1 de junio de 2025) fue un astrofísico estadounidense. Trabajó en el centro de vuelo espacial Goddard. Se le conoce por su trabajo en predicciones de eclipses.

## Vida
Espenak empezó a interesarse por la astronomía cuando tenía entre 7 y 8 años y tuvo su primer telescopio cuando tenía entre 9 y 10 años. Obtuvo un título de grado en Física en el Colegio Universitario Wagner, en Staten Island, donde trabajó en el planetario. Obtuvo su maestría en la Universidad de Toledo, basada en estudio que realizó en el Observatorio Nacional de Kitt Peak acerca de las estrellas fulgurantes y eruptivas que hay entre las enanas rojas.
Trabajó en el Centro de Vuelo Espacial Goddard, donde utilizó espectrómetros infrarrojos para medir las atmósferas de los planetas del Sistema Solar.
En 1991 participó como investigador en un experimento atmosférico en vuelo a bordo del transbordador espacial Discovery.
Participó en varios proyectos de investigación para el monitoreo del ozono en la atmósfera de Marte, la presencia de vientos en Venus, Marte y Titán, y la medición de hidrocarburos en las estratosferas de Júpiter, Saturno, Urano y Neptuno.
Sus fotografías sobre astronomía  han sido publicadas en revistas como National Geographic, Newsweek, Nature, New Scientist o Sky and Space.
Espenak es el autor de muchos libros canónicos acerca de predicciones de eclipses, tales como Fifty Year Canon of Solar Eclipses: 1986–2035 y Fifty Year Canon of Lunar Eclipses: 1986–2035. También publicó boletines de eclipses para la NASA. Es coautor con Jean Meeus de Five Millennium Canon of Solar Eclipses, publicado por el centro de vuelo espacial Goddard en octubre de 2006. Esta obra cubre todos los tipos de eclipses solares (parciales, totales, anulares o híbridos) desde el 2000 a. C. hasta el 3000 d. C.
En 2003, la Unión Astronómica Internacional nombró al asteroide (14120) Espenak  en su honor.